# Anomalophylla subfastuosa
Anomalophylla subfastuosa är en skalbaggsart som beskrevs av Ahrens 2005. Anomalophylla subfastuosa ingår i släktet Anomalophylla och familjen Melolonthidae. Inga underarter finns listade i Catalogue of Life.